# من ديوان السياسة
من ديوان السياسة هو كتاب للمفكر والمؤرخ المغربي عبد الله العروي، صدر عن المركز الثقافي العربي سنة 2010. يُعدّ هذا الكتاب استكمالًا لمشروعه الفكري الذي عالج فيه مفاهيم الدولة، والتاريخ، والحرية، والعقل. يتناول الكتاب قضايا الفكر السياسي العربي الحديث، ويقترح تصورًا عقلانيًا لتحول تدريجي نحو الديمقراطية، متجاوزًا الطروحات الثورية والانفعالية.

## الخلفية
ينتمي الكتاب إلى كتابات العروي النظرية المتأخرة، التي تبلورت بعد عقود من التنظير في المفاهيم الكبرى. ويُصنَّف ضمن "دفتر تأملات سياسية" أكثر منه عملًا أكاديميًا تقليديًا. يعتمد العروي على منهج تحليلي عقلاني، يستمد أدواته من التراث العربي الكلاسيكي والفكر الغربي الحديث، ولا سيما التقليد الليبرالي.

## المحتوى
يقدّم كتاب "من ديوان السياسة" لعبد الله العروي رؤية نقدية معمّقة للواقع السياسي العربي، مع تركيز خاص على الحالة المغربية. يعتمد الكاتب على منهج تاريخاني يحلّل من خلاله السياسة كنتاج لسياقات اجتماعية وتاريخية متراكمة، مؤكّداً أن فهم الحاضر السياسي يستلزم قراءة واعية للماضي.
ينطلق العروي من نقد جذري للفكر السلفي الذي يدعو إلى إحياء النماذج التاريخية، معتبراً أن هذا التوجّه يعيق عملية التحديث السياسي ويُبقي المجتمعات العربية خارج دائرة المنافسة الدولية. في مقابل ذلك، يطرح الكاتب مشروعاً ديمقراطياً تدريجياً، يراه بمثابة "طوبى" تحتاج إلى زمن طويل لتحقيقها، حيث يمرّ بالضرورة عبر تحوّلات ثقافية ومؤسساتية عميقة.
في تحليله للنظم السياسية، يعود العروي إلى التصنيف الأرسطي الكلاسيكي (حكم الفرد، الأقلية، الأغلبية)، ليكشف عن استمرار هيمنة نموذج "حكم الفرد" في العالم العربي، رغم المظاهر الديمقراطية الشكلية. ويرى أن الانتقال إلى الديمقراطية الحقيقية يتطلّب مرحلة وسيطة من حكم النخبة المستنيرة، محذّراً من مخاطر القفز على المراحل كما حدث في بعض تجارب الربيع العربي.
يربط الكاتب بين استمرار النظم التقليدية وانتشار الأمية السياسية، التي يراها نتاجاً لتربية تقليدية تقوم على قيم الولاء والتبعية بدلاً من المواطنة الفاعلة. ويؤكّد أن بناء الديمقراطية الحقيقية يتطلّب "فطاماً" عن هذه التربية التقليدية، مع العمل على تعزيز التربية المدنية التي تنمّي العقلانية النقدية والمشاركة الواعية.
في السياق المغربي الخاص، يحلّل العروي بنية الدولة من خلال مفهوم "المخزن" وعلاقته المعقّدة بالبنى التقليدية مثل القبيلة والزوايا الدينية. كما يتناول إشكالية الهوية واللغة، مبيّناً كيف تُستغل الانقسامات اللغوية في تعطيل المشروع الحداثي.
يختتم العروي كتابه بدعوة إلى تبني رؤية سياسية عقلانية تقوم على بناء مؤسسات محلية فاعلة كمدخل حقيقي للديمقراطية. ويحذّر من المشاريع التقليدية التي يراها نكوصاً عن الحداثة وعقبة في طريق التقدّم السياسي.

## اقتباسات
إلى عهد قريب....
"إلى عهد قريب كنا نأمل ونتوقع أن الاقتصاد والعلم والتقنيات أن التعليم والممارسة، ستعمل حتماً وبالتدريج على إيجاد هذا المدار العمومي في حال الانعدام وتوسيعه وتعميمه في حال الضيق والانسداد. لكن تطور التقنيات تقنيات التواصل بالذات، صارت في الاتجاه المعاكس، كما تعمدت تكذيب التنبؤات المفيدة لنا، زادت من عزلة الفرد، فعاد مرغماً إلى حضن الطبيعة، إلى القبيـ لة والإخوانية والأسرة، عاد إلى روابط الأمومة. ضاق مجدداً مجال الاحتكاك والالتحام بعد أن اتسع قليلاً لبرهة وجيزة".
يخبرنا التاريخ....
"يخبرنا التاريخ أن معظم مدن اليونان، على ضفتي بحر إيجي وفي مقدمها اسبارطه تحالفت مع ملك الملوك، حاكم فارس. وأن اسبارطه انتصرت على منافستها أثينا وعممت على مجموع اليونان حكم القلة، في انتظار أن يبسط إسكندر المقدوني سلطان الواحد على الجميع. لكن لم يعلق في الأذهان إلا خطب بريكلس حول حرية أثينا ونظامها الديمقراطي ومرافعات ديموستنس ضد أطماع قليب، أب إسكندر، التوسعية. وذلك رغم أن كبار النظار اليونانيين قالوا وأكدوا أن الحكم في أثينا لم يكن أبداً حكم الجمهور بل حكم الغوغاء، مما جلب عليها الهزيمة والخراب".